# Hôpital Robert Debré de Reims
Pour les articles homonymes, voir Robert Debré.
L’Hôpital Robert Debré est un établissement implanté à Reims, en France. Il fait partie des établissements constitutifs du CHU de Reims

## Localisation
L’Hôpital Robert Debré est situé rue du Général Koenig à Reims dans la Marne en France.

## Historique
En 1959, le Conseil d’administration du Centre Hospitalier Régional (CHR) décide la construction d’un centre médico-chirurgical de 800 lits.
Le 4 juillet 1972, le directeur des Hôpitaux de Paris du ministère de la Santé Publique pose la première pierre d’un chantier qui devait durer 3 ans. Il sera constitué d’un bâtiment de huit étages pour 792 lits et de services médico-techniques (radiologie, bloc opératoire, laboratoires et une pharmacie).
Le coût est évalué à 211 millions de Francs de l’époque.
L’hôpital Robert Debré est inauguré le 26 janvier 1976 par Madame Simone Veil  ministre de la Santé de l’époque accompagnée du maire de Reims, Jean Taittinger également président du conseil d’administration du Centre Hospitalier Régional.
Le CHU de Reims, ainsi que le pôle enfant du CHU d'Angers, et l'hôpital d'Amboise (Indre-et-Loire), portent également ce nom de Robert Debré.

## Le projet de reconstruction du CHU de Reims
La reconstruction du CHU de Reims prévoit la construction de deux nouveaux bâtiments. Le premier, dont la construction a débuté le ?? , concerne un bâtiment majoritairement destiné à l’activité chirurgicale. Le coût de ce premier bâtiment est évalué à 230 millions d’euros.
Le second bâtiment, destiné aux activités autres que chirurgicales, devrait être construit sur la période de 2024 à 2028.
Ce projet conduira, entre 2029 et 2031, à la déconstruction des hôpitaux Robert Debré et Maison Blanche.  
À la fin des travaux, pour un coût total estimé à 554 millions d’euros, le nouvel hôpital du CHU devrait comporter 974 lits.

### Cadrage juridique
- Ordonnance n° 58-1373 du 30 décembre  1958 qui fonde l’hôpital universitaire.